# フィリップ・ヴァルテール
フィリップ・ヴァルテール
（仏: Philippe Walter、1952年8月12日 - ）は、フランスの文学研究者。グルノーブル第三大学 (en) 元教授。

## 経歴
出生から修学期
- 1952年、フランス・ロレーヌ地方のメスで生まれた。パリ第4大学で学び、1975年に高等教育教授資格（アグレガシヨン）を取得。1979年、第三課程博士号(言語学)を取得。1987年にパリ第4大学で国家博士号を取得。

神話学研究者として
1990年]にグルノーブル第三大学教授に就き、2013年まで教鞭を執った。2004年よりメス国立アカデミー通信会員。2006年にはアカデミーの『紀要』に、モゼル県サン＝ユベールの森にある「シャルルマーニュの泉」に関する論文を発表した。
ベルギー・ブリュッセルのケルト研究協会名誉会員。1999年1月から2013年6月までグルノーブル第三大学・イマジネール研究所 (CRI) 所長を務めた。グルノーブル大学出版局では「ヨーロッパ中世」というコレクションを主宰している。

## 受賞・栄典
- 1996年：フランス政府より教育功労章シュヴァリエを受章
- 2007年：フランス政府より教育功労章オフィシエを受章
- 2008年6月：ルーマニアのアルバ・ユリア大学から名誉博士号を授与される
- 2012年10月29日：パリのフランス極東学院で、還暦記念論集（『諸神話の声・諸文明の学』）の贈呈式が行われた。
- 2013年7月14日：フランス政府より教育功労章コマンドゥールを受章。

## 研究内容・業績
研究分野はフランス中世（特に12 - 13世紀）の言語、文学、イマジネールである。「アーサー王物語」や聖人伝の神話学的分析に精力的に取り組み、数多くの著作や学術論文がある。

## 著作
ここでは日本語訳で読めるものを挙げる。ヴァルテールの著作目録は、『中世の祝祭 - 伝説・神話･起源』（原書房）｢訳者あとがき」のpp.291-294と、『アーサー王神話大事典』（原書房）「訳者あとがき」のpp.494-495に収録されている。
- 『海の神話』（吉田敦彦との共著、篠田知和基訳、沖縄国際大学公開講座委員会編集）編集工房東洋企画〈沖国大ブックレット No.9 〉、2002年3月。ISBN 978-4-938984-23-6。
- 『中世の祝祭 - 伝説・神話･起源』（渡邉浩司・渡邉裕美子訳）原書房、2007年；第2版 2012年。
- 「万聖節・サウィン・ハロウィン」（渡邉浩司・渡邉裕美子訳）、篠田知和基編 『神話・象徴・言語』 楽瑯書院、2008年、pp.625-632。
- 「『古事記』の稲羽のウサギ－医療の起源神話」（渡邉浩司訳）、門田眞知子編 『比較神話から読み解く因幡の白兎神話の謎』 今井出版、2008年、pp.55-72。ISBN 978-4-901951-37-1。
- 『中世の「キリスト教神話」を求めて - 神話・神秘・信仰』（渡邉浩司訳）中央大学人文科学研究所〈中央大学・人文研ブックレット 23〉、2008年2月。全国書誌番号:21389444、NCID BA85166038。
- 「『聖ブランダンの航海』（12世紀）が描くユダの劫罰 - インド＝ヨーロッパ起源のモチーフ「輪廻の車輪」をめぐって」（渡邉浩司訳）、篠田知和基編 『罪と贖罪の神話学』 楽瑯書院、2012年、pp.63-70。
- 「アーサー王文学の発生と展開 - 8世紀から13世紀まで」（渡邉浩司訳）、『アーサー王物語研究』 中央大学出版部〈中央大学人文科学研究所研究叢書 62〉、2016年、pp.3-31。ISBN 978-4-8057-5346-0。
- 『アーサー王神話大事典』（渡邉浩司・渡邉裕美子訳）、原書房、2018年。ISBN 978-4-562-05446-6
- 『英雄の神話的諸相―ユーラシア神話試論Ｉ』（渡邉浩司・渡邉裕美子訳）、中央大学出版部、2019年。ISBN 978-4-8057-5181-7
- 『ユーラシアの女性神話―ユーラシア神話試論II』（渡邉浩司・渡邉裕美子訳）、中央大学出版部、2021年。ISBN 978-4-8057-5183-1
- 『クレティアン・ド・トロワ作『グラアルの物語』に隠された民話―国際民話話型カタログATUでは何番にあたるのか？』（渡邉浩司訳）中央大学人文科学研究所〈中央大学・人文研ブックレット 42〉、2023年6月。